# Stangeria dziwna
Stangeria dziwna (Stangeria eriopus (Kunze) Baill.) – gatunek rośliny z monotypowego rodzaju stangeria Stangeria z rodziny zamiowatych (Zamiaceae) z klasy sagowcowych. Występuje w południowo-wschodniej Afryce. Rośnie zarówno w lasach wilgotnych, jak i na terenach suchych w luźnych lasach i formacjach trawiastych. Bywa uprawiany, w krajach o chłodnym klimacie jako roślina doniczkowa (opisywany jest przy tym jako łatwy w uprawie). W obrębie naturalnego zasięgu wykorzystywany jest lokalnie jako roślina lecznicza i magiczna. Gatunek jest zagrożony z powodu niszczenia siedlisk i eksploatacji populacji. Ujęty jest w załączniku do Konwencji CITES.

## Odkrycie i geneza nazwy
Gatunek w postaci wegetatywnego osobnika został odkryty i opisany po raz pierwszy w 1836 jako paproć z rodzaju Lomaria (podrzeniowate) (początkowo jako L. coriacea, później też L. paradoxa). W 1851 William Stanger wysłał do Londynu żywą roślinę i po jej zakwitnięciu, gatunek został ok. 1853 przeklasyfikowany w osobny rodzaj i rozpoznany jako przedstawiciel sagowców, początkowo pod nazwą Stangeria paradoxa (współcześnie obowiązującą nazwę gatunek uzyskał w 1892). Nazwa rodzajowa upamiętnia W. Stangera, geodetę, geologa, botanika i lekarza (1811–1854). Polska nazwa ustalona została w słowniku nazw roślin obcych wydanym w 1973 roku.

## Rozmieszczenie geograficzne
Stangeria rośnie w pasie o szerokości do ok. 50 km wzdłuż południowo-wschodnich wybrzeży Afryki między 27°S i 33°S w Prowincji Przylądkowej Wschodniej oraz KwaZulu-Natal w Południowej Afryce oraz w Mozambiku, tuż przy granicy z Południową Afryką. Mimo ⁣⁣zasięgu⁣⁣ rozciągniętego wzdłuż wybrzeża zwykle nie rośnie przy samym brzegu morskim, lecz w odległości ponad 1–3 km od niego. Na przełomie XX i XXI wieku gatunek opisywany był jako „do niedawna” pospolity.

## Morfologia

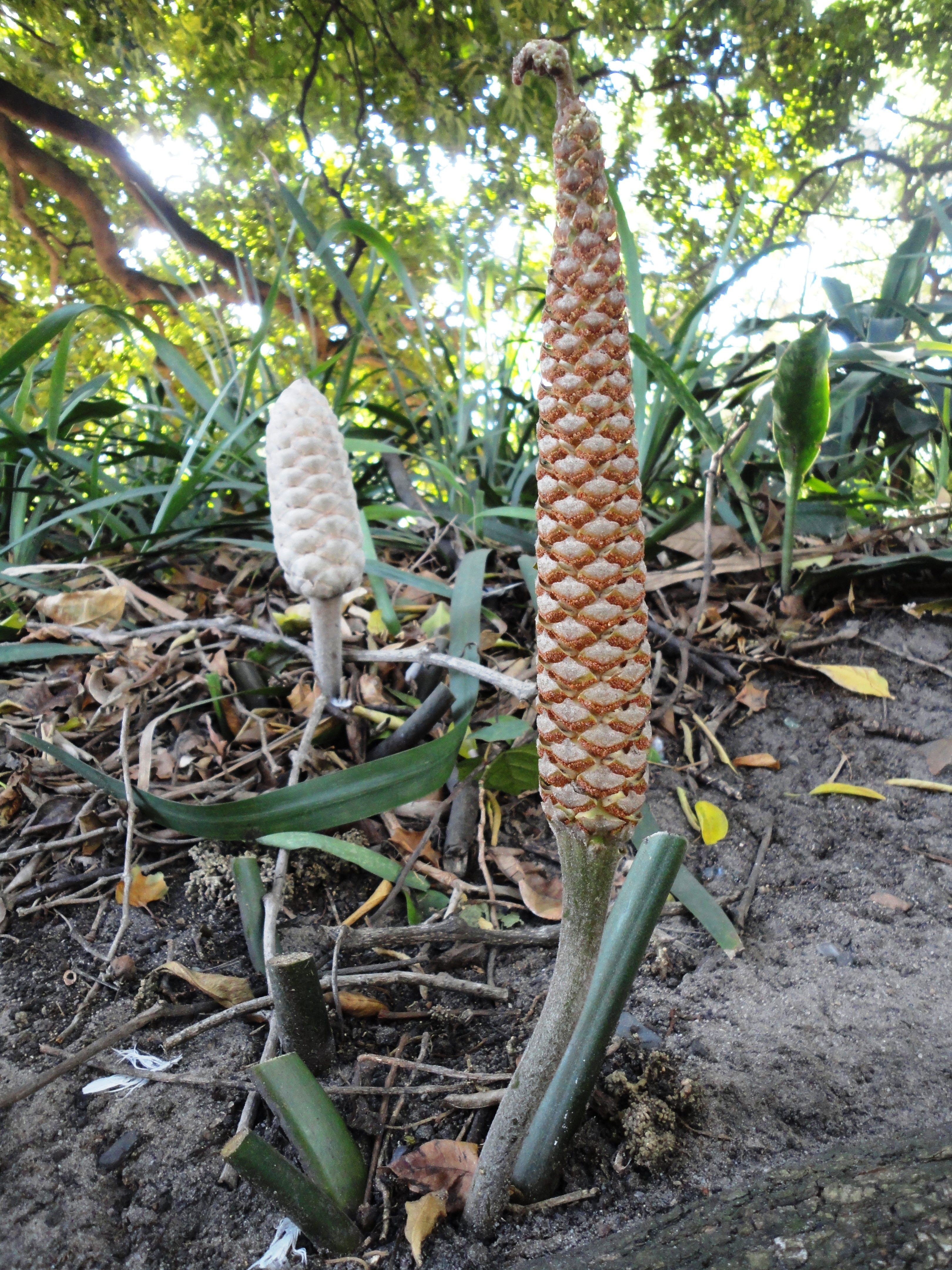
Strobil męski (z przodu) i żeński (w tle)

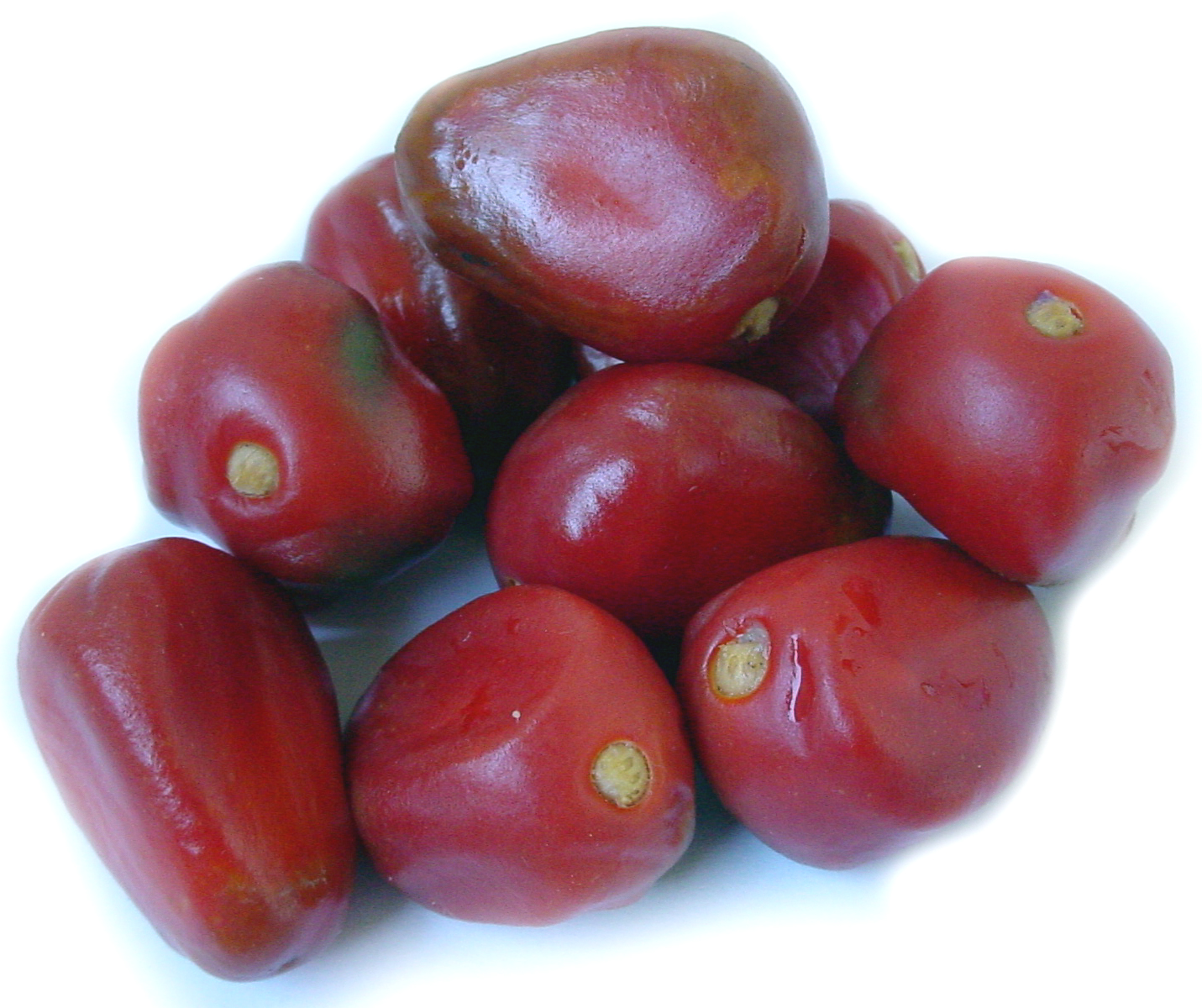
Nasiona

PokrójRośliny o pojedynczym, podziemnym, bulwiastym pniu o kształcie przypominającym okazałą marchew, osiągającym w części szczytowej 10–25 cm średnicy. Starsze okazy mają pęd podzielony, z kilkoma głowiastymi rozgałęzieniami w części szczytowej, rozchodzącymi się dychotomicznie pod kątem prostym, zakończonymi osobnymi pióropuszami liści. Korzenie zgrubiałe, koralkowe.
LiściePoczątkowe rozwijają się jako krótkotrwałe, gęsto owłosione katafile. Co roku rozwija się jeden, czasem dwa lub trzy liście asymilacyjne. Za młodu są one pastorałowato zwinięte, czasem w kolorze miedzianym i zawsze pokryte białymi włoskami. Pojedynczo pierzaste liście po dojrzeniu osiągają do 0,6 m długości u roślin rosnących w suchych i nasłonecznionych formacjach trawiastych oraz do 2 m, rzadko do 2,4 m długości w przypadku roślin rosnących w cienistych i wilgotnych lasach. Rośliny z tych siedlisk różnią się także liczbą liści, bowiem z powodu spalania się formacji suchych zwykle pióropusze składają się z pojedynczych liści, podczas gdy u roślin rosnących w lasach pióropusze tworzy 8–10 liści. Liście po rozwinięciu są nagie (z wyjątkiem nabrzmiałej i owłosionej nasady ogonka) i ciemnozielone, proste lub łukowato wygięte. Blaszka składa się z 5–20 par listków (według niektórych źródeł do 40) naprzeciwległych lub niemal tak ułożonych, bardziej skórzastych u roślin rosnących w miejscach suchych i słonecznych, cieńszych u roślin z miejsc zacienionych. Żyłki centralne wyraźne, natomiast boczne są słabo widoczne. Dolne listki osadzone są na ogonkach, wyższe są siedzące, a najwyższe mają nasadę zbiegającą. Listki są lancetowate i osiągają od 7 do 50 cm długości oraz od 1,4 do 6 cm szerokości. Są całobrzegie, czasem podwinięte na brzegu lub o brzegu falistym do ząbkowanego.
Organy zarodnionośneStangeria jest rośliną dwupienną, ale u roślin uprawianych zarejestrowano zmianę płci w różnych latach u tych samych okazów.
Mikrospory powstają w mikrosporangiach mających kształt kulisty i powstających w dwóch grupach na dolnej stronie mikrosporofili. Te łuskowate męskie liście zarodnionośne osiągają 12 mm długości, do 6 mm wysokości i 12 mm szerokości. Zebrane są w prosto wzniesione, tworzące się pojedynczo wąskostożkowate mikrostrobile, rozwijające się na owłosionej szypule o średnicy 1 cm i wysokości do 6 cm. Sam kwiatostan osiąga od 10 do 25 cm wysokości i do 4 cm średnicy w dolnej części. Za młodu pokryty jest srebrzystobiałym owłosieniem, po dojrzeniu jest nagi i żółtobrązowy. Na szczycie jest zaostrzony.
Makrostrobile tworzą się także pojedynczo, mają kształt elipsoidalny do jajowatego, osiągają do 18 cm długości i 8 cm średnicy. Wznoszą się na owłosionych szypułach osiągających do 4 cm długości i do 3 cm średnicy. Same makrostrobile są także biało owłosione za młodu, a po dojrzeniu nagie i ciemnozielone. Na szczycie są zaokrąglone. Makrosporofile osiągają do 6 cm długości i rozwijają się w 6 pionowych rzędach. Na każdym tworzą się dwa zalążki. Na zewnątrz kwiatostanu widoczna część makrosporofila osiąga do 6 cm szerokości i 4 cm wysokości.
NasionaCiemnoczerwone, jajowate o długości do 3,5 cm i szerokości do 2,5 cm.

## Biologia i ekologia

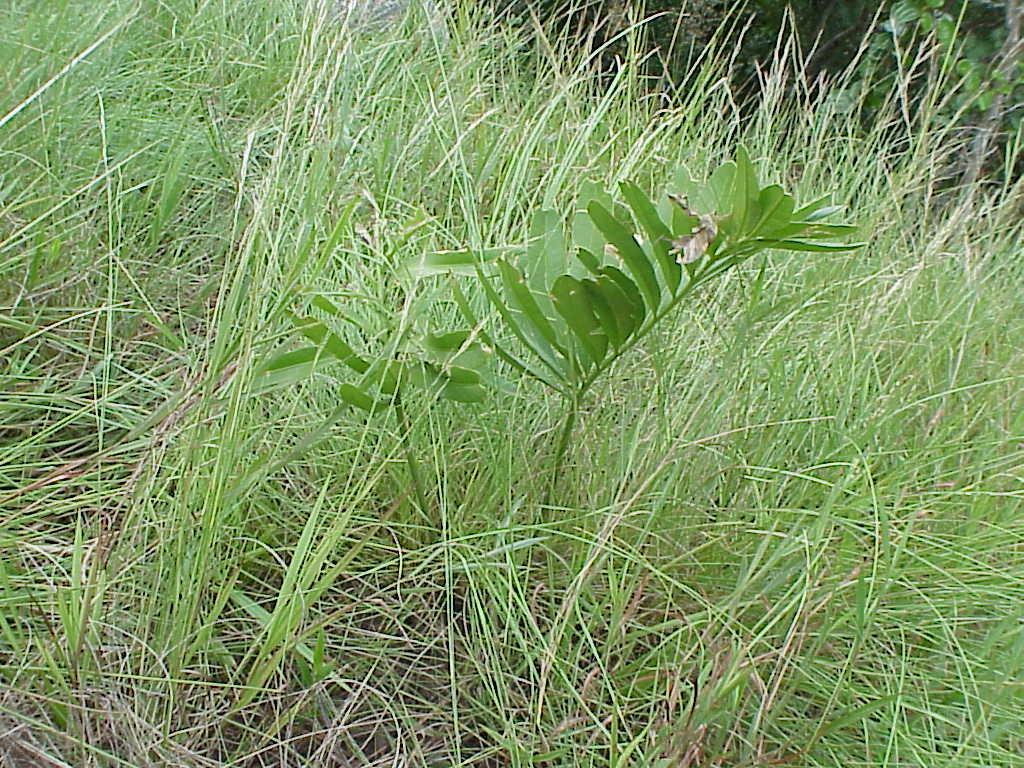
Stangeria z formacji trawiastych

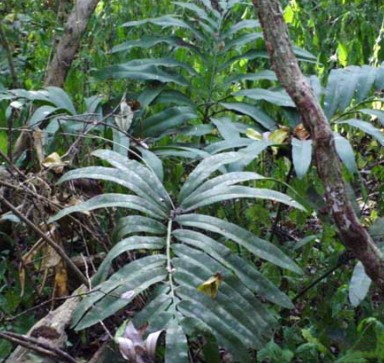
Stangeria rosnąca w lesie

W obszarze występowania stangerii rzadko występują mrozy, lato cechuje się wysokimi temperaturami. Średnioroczne temperatury wynoszą w obrębie zasięgu od 14 do 17 °C. Latem pada większość deszczów, a średnia opadów w skali roku wynosi od 750 do 1000 mm. Gatunek zasiedla dwa odmienne typy siedliska (tworząc w nich dwie odmienne formy morfologiczne) – suche formacje trawiaste (grassveld) i widne leśne (coastal parkland) oraz wilgotne lasy niżowe, zwykle gęste i wiecznie zielone. Występuje na glebach zawsze lekko kwaśnych – od piaszczystych do gliniastych. Sięga do 750 m n.p.m.
Kwitnąć (tworzyć strobile) zaczynają rośliny już cztero- i pięcioletnie, przy czym w naturze rozwój jest z reguły wolniejszy. Nasiona zawiązują się łatwo, jeśli tylko w czasie pełnego rozwoju strobili żeńskich (kwitnienie rozpoznaje się po delikatnym rozchyleniu łuskowatych makrosporofili) dostępny jest pyłek męski. Stangeria jest jedynym przedstawicielem sagowców, w którego strobilach w czasie kwitnienia nie wzrasta temperatura. Pyłek przenoszony jest przez wiatr i owady. Zapylacze wabieni są zapachem przypominającym psujące się banany, co przyciąga zwłaszcza łyszczynkowate. Nasiona dojrzewają po 6–10 miesiącach, po czym maskrosporofile się rozchylają i jaskrawo zabarwione nasiona wypadają. W tej fazie strobile wydzielają też zapach opisywany jako „owocowy”. Nasiona stangerii spożywane są przez pawiany. Po rozłożeniu lub usunięciu mięsistej łupiny nasiennej kiełkowanie zaczyna się po ok. trzech miesiącach. Stangerie osiągać mogą sędziwy wiek, mimo wolnego wzrostu spotykane są okazy o silnie rozrośniętym pniu, rozgałęzionym nawet na 10 „głów” zakończonych osobnymi pióropuszami. Rośliny tego gatunku mogą rozmnażać się także wegetatywnie za pomocą odrostów korzeniowych.
Liczba chromosomów wynosi 2n = 16.

## Zagrożenia i ochrona
Stangeria ma status gatunku narażonego (VU) na czerwonej liście publikowanej przez Międzynarodową Unię Ochrony Przyrody (IUCN). Zagrożona jest z powodu niszczenia siedlisk – zajmowania ich przez uprawy ananasa, trzciny cukrowej i bananów, tereny zabudowane oraz infrastrukturę drogową. Proces ten trwa od lat 60. XX wieku, nasilił się w końcu XX wieku. Na wielu obszarach, gdzie siedliska gatunku zostały silnie pofragmentowane, coraz bardziej nieliczne populacje sukcesywnie zanikają.
Dodatkowym zagrożeniem dla gatunku jest jego eksploatacja z natury w związku z wykorzystaniem na potrzeby medycyny tradycyjnej i do uprawy jako rośliny ozdobnej. Tylko na dwóch targach specjalizujących się w tradycyjnych produktach leczniczych w Durbanie w lipcu 1992 roku sprzedano 3,4 tys. bulwiastych pędów stangerii, co w skali roku oznacza obrót ponad 40 tys. pędów. Dla ograniczenia ryzyka związanego z oferowaniem roślin wykopywanych z natury i wprowadzania ich do oferty handlowej gatunek ujęty jest w załączniku do Konwencji CITES.

## Systematyka
Pozycja systematyczna
Gatunek reprezentuje monotypowy rodzaj stangeria Stangeria z rodziny zamiowatych (Zamiaceae) z klasy sagowcowych. W obrębie rodziny zajmuje pozycję bazalną i podkreślana jest jego odmienność od reszty jej przedstawicieli. Wraz z rodzajem Bowenia stangeria była wyodrębniana w osobną rodzinę Stangeriaceae (dzieloną na dwie monotypowe podrodziny: Stangerioideae i Bowenioideae), ale po odkryciu zagnieżdżenia rodzaju Bowenia wewnątrz kladu Zamiaceae scalono obie rodziny.

## Zastosowanie i uprawa
Stangeria uprawiana jest jako ozdobna w gruncie na obszarach o łagodnym klimacie i jako roślina doniczkowa tam, gdzie występują mrozy. Opisywana jest jako łatwa w uprawie, niewymagająca i długo żyjąca. Spotykana jest także w kolekcjach ogrodów botanicznych. Najlepiej rośnie w miejscach o ekspozycji wschodniej, w półcieniu i w cieniu. Bulwiasta łodyga powinna znajdować się w całości w glebie. Wymaga dużych pojemników pozwalających na rozrastanie się korzeni.
W obrębie swego zasięgu wykorzystywana jest jako roślina lecznicza przez Zulusów i Xhosa. Surowcem zielarskim jest bulwiasty pień i korzenie stosowane do leczenia bólu głowy, jako lek przeczyszczający i wymiotny. Są też one używane do leczenia chorób strzyków u bydła.
Niektóre ludy lokalnie uznają też tę roślinę jako chroniącą przed złem. Z korzeni sporządzane są także naszyjniki zakładane (w celach ochronnych) niemowlętom Xhosa.